# اللغة الصوربية العليا
اللغة الصوربية العليا (hornjoserbšćina) ، (بالألمانية: Obersorbisch) هي لغة أقلية يتكلم بها الصوربيون في لوساتيا العليا (Hornja Łužica)، والتي هي حالياً جزء من ولاية ساكسونيا الألمانية.
تنتمي اللغة الصوربية العليا مع شقيقتها اللغة الصوربية السفلى إلى مجموعة اللغات الصوربية، والتي هي فرع من فروع اللغات السلافية الغربية. ينتمي إلى هذه المجموعة أيضاً اللغة التشيكية والبولندية والسلوفاكية والكاشوبية.